# كوم القناطر
قرية كوم القناطر هي إحدى القرى التابعة لمركز أبو حمص في محافظة البحيرة في جمهورية مصر العربية. حسب إحصاءات سنة 2006، بلغ إجمالي السكان في كوم القناطر 21376 نسمة، منهم 10740 رجل و10636 امرأة.